# Síndrome del QT largo
El síndrome del QT largo (SQTL) es una anormalidad estructural en los canales de potasio  y sodio del corazón, que predispone a las personas afectadas a tener latidos cardíacos irregulares . Puede conducir a pérdidas de conciencia y a parada cardíaca incluso la muerte en personas jóvenes.
Usualmente hereditaria de forma autosómica dominante.
En el caso del tipo 1 (LQT1), ha sido mapeado en el cromosoma 11, la mutación conduce a serios defectos estructurales en los canales de potasio que no permiten la transmisión del impulso eléctrico a través del corazón.

## Genética
Los dos tipos de SQTL más frecuente son los genéticos y los asociados a fármacos. Los SQTL asociados a alteraciones genéticas pueden ser debidos a mutaciones de uno o varios genes. Estas mutaciones tienden a prolongar la duración del potencial de acción ventricular alargando así el intervalo QT . Pueden ser hereditarios de forma autosómica tanto dominante como recesiva: La forma autosómica recesiva tiende a dar variantes de SQTL fenotípicamente más severas, con algunas variantes teniendo asociados sindactilia (SQTL8) o sordera congénita (SQTL1). Específicos locus de genes han sido asociados a SQTL. Los siguientes son una lista de las mutaciones más comunes.
La base genética es compleja. En primer lugar, existe una heterogeneidad de locus. El síndrome más común es el de Romano - Ward (OMIM 192500) y está causado sobre todo por mutaciones en dos loci: KCNQ1  y KCNH2, aunque también contribuye un tercer locus: SCN5A. En segundo lugar, los distintos alelos mutantes de un mismo locus pueden dar lugar a síndromes diferentes.
El síndrome de QT largo está causado normalmente por defectos de repolarización en las células cardíacas. La repolarización es un proceso controlado por un equilibrio entre las corrientes de sodio y calcio hacia dentro y las de potasio hacia fuera de las células cardíacas. un desequilibrio ocasiona el incremento o la disminución de la duración potencial de acción de las células y por lo tanto, el alargamiento o acortamiento del intervalo QT en un electrocardiograma. La mutaciones producidas son de pérdida de función.

## Tipos
- SQTL-1: Hipofunción de canales de potasio. Los triggers o desencadenantes son el ejercicio físico y el estrés.
- SQTL-2: Hipofunción de canales de potasio. Los triggers o desencadenantes son los pitidos fuertes y bruscos, siendo más sensible el paciente al despertar.
- SQTL-3: Hiperfunción de canales de sodio. Es el que peor pronóstico tiene de los tres y ocurre durante el sueño y el descanso.

## Tratamiento
Cuando se diagnostica el SQTL hay que ver el cuadro clínico que produce para establecer tratamiento en función de él:
- SQTL-1: β-bloqueantes y, si el paciente sigue sintomático, desfibrilador automático implantable (DAI).
- SQTL-2: β-bloqueantes y, si el paciente sigue sintomático, DAI. Dependiendo del paciente también pueden ser necesarios suplementos de potasio.
- SQTL-3: Al tener peor pronóstico, el tratamiento es un DAI de entrada.

Si al final el paciente es portador de un DAI, debe cambiar la batería del desfibrilador cada cierto tiempo (3 a 6 años).